# La Crosse Regional Airport

i7
i11
i13

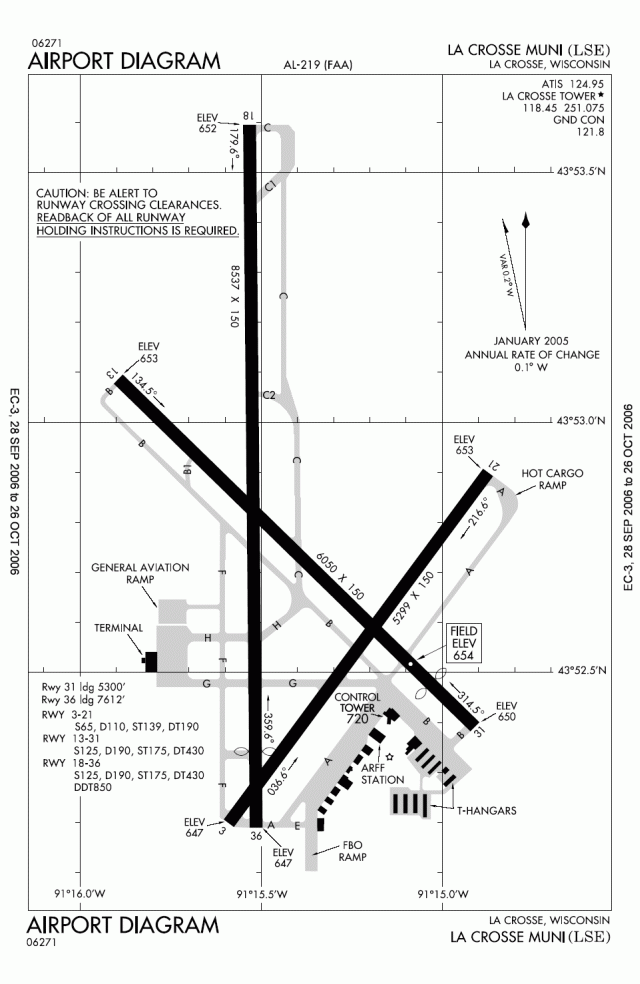
Plan des Flughafens

Der La Crosse Regional Airport, bis August 2013: La Crosse Municipal Airport (IATA: LSE, ICAO: KLSE) ist der Flughafen von La Crosse im La Crosse County im Westen des US-amerikanischen Bundesstaates Wisconsin. Der ständig geöffnete Flughafen schließt die am Mississippi gelegene Region in Wisconsin, Minnesota und Iowa über Zubringerflüge zu Großflughäfen an den Luftverkehr des Landes an.
Die Federal Aviation Administration (FAA) stuft den zum National Plan of Integrated Airport Systems gehörenden Flughafen anhand der Zahl von 111.462 abfliegenden Passagieren als non hub primary commercial service airport ein.

## Lage
Der Flughafen liegt im Norden von French Island, einer Insel im Mississippi im Norden des Stadtgebiets. Über die Airport Road und den Lakeshore Drive besteht Verbindung zur Innenstadt von La Crosse, über die Dawson Avenue zur Interstate 90.

## Ausstattung
Der Flughafen verfügt über drei Start- und Landebahnen, die je einen Beton- bzw. Asphaltbelag haben. Der Kontrollturm des Flughafens stand im Jahr 2013 auf der Liste der zu schließenden Einrichtungen bei den Haushaltsauseinandersetzungen in den USA im Jahr 2013.  
Es gibt einen Passagierterminal mit 3 Fluggastbrücken und eine Gepäckförderanlage. Mehrere Mietwagenfirmen haben Stützpunkte im Empfangsgebäude.

## Flugzeuge und Flugbewegungen
Auf dem Flughafen sind insgesamt 85 Flugzeuge stationiert. Davon sind 73 einmotorige und 4 mehrmotorige Propellermaschinen, 7 Düsenjets sowie 1 Hubschrauber.  
Von den 72 Flugbewegungen pro Tag sind 1 Prozent dem Linien- und Charterverkehr, 57 Prozent der Allgemeinen Luftfahrt und 30 Prozent dem Lufttaxiverkehr zuzuordnen. Daneben gibt es noch rund 11 Prozent militärische Flugbewegungen.

## Fluggesellschaften und Flugziele
- American Eagle – Chicago O’Hare, Des Moines
- Delta Connection – betrieben von Endeavor Air – Detroit, Minneapolis-Saint Paul
- Delta Connection – betrieben von SkyWest Airlines – Minneapolis-Saint Paul